# 1639年阿马特里切地震
1639年阿马特里切地震，是1639年10月7日那不勒斯王国拉齐奥阿马特里切特龍托河上游发生的地震,该处現属于意大利。

## 历史

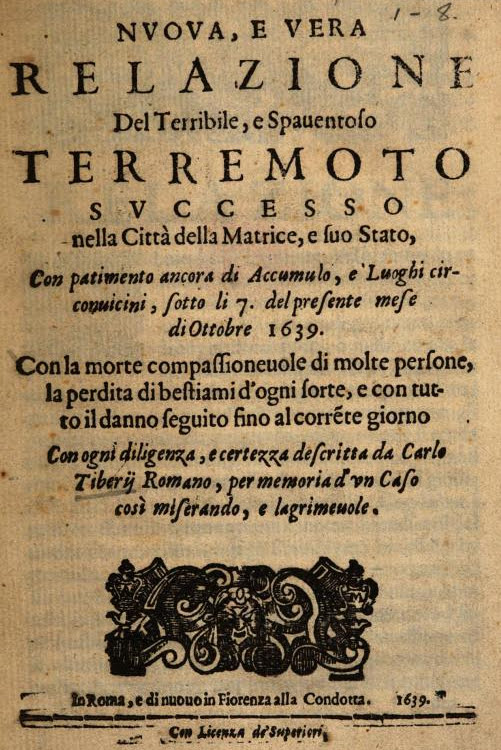
卡羅·蒂貝里·羅馬諾的報告（1639年，羅馬）

首领奧爾西尼地震后离开了城市，地震持续十五分钟，造成约五百人死亡（许多尸体埋沒在废墟中，故無法計算在内）。估计当时经济损失約40万到100万意大利斯庫多。
1639年10月14日，发生了一次强烈余震。
许多居民逃到乡村架起帐篷或到圣多梅尼科教堂避难。地震毁坏或严重损坏的建筑物包括：奧爾西尼王子宫殿  （在地震时，宮殿裏的人出了城），the Palazzo del Reggimento （軍團宮殿），圣十字教堂及其他房屋。人們誦唸玫瑰經和游行祈求地震止息。人們主要的收入來源，家牛也傷亡慘重，結果大量人口遷移到羅馬及阿斯科利皮切諾。
1939年，卡羅·提貝里發表的報告中詳細地描述了地震的影響，同年發佈第二版，當中進行了修訂及更新。